# Росташевское сельское поселение
Росташевское се́льское поселе́ние — муниципальное образование в Панинском районе Воронежской области Российской Федерации.
Административный центр — посёлок Алое Поле.

## История
Статус и границы сельского поселения установлены Законом Воронежской области от 15 октября 2004 года № 63-ОЗ «Об установлении границ, наделении соответствующим статусом, определении административных центров отдельных муниципальных образований Воронежской области».

## Население
| 2000 | 2005  | 2010  | 2012  | 2013 | 2014 | 2015 |
| ---- | ----- | ----- | ----- | ---- | ---- | ---- |
| 1523 | ↘1351 | ↘1093 | ↘1040 | ↘991 | ↘957 | ↘933 |
| 2016 | 2017  | 2018  |       |      |      |      |
| ↘926 | ↘909  | ↘898  |       |      |      |      |

## Состав сельского поселения
| № | Населённый пункт        | Тип населённого пункта          | Население |
| - | ----------------------- | ------------------------------- | --------- |
| 1 | Алое Поле               | посёлок, административный центр | ↘574      |
| 2 | Березняги               | посёлок                         | ↘11       |
| 3 | Георгиевка              | село                            | ↘117      |
| 4 | Казиновка               | посёлок                         | ↘83       |
| 5 | Катуховские Выселки 2-е | посёлок                         | ↘45       |
| 6 | Малые Ясырки            | посёлок                         | ↘12       |
| 7 | Мировка                 | село                            | ↘67       |
| 8 | Росташевка              | посёлок                         | ↘53       |
| 9 | Софьинка                | село                            | ↘131      |

## Местное самоуправление
Главы сельского поселения
- Подгузов Александр Вячеславович[1]